# Molophilus quadrifidus
Molophilus quadrifidus är en tvåvingeart som beskrevs av Alexander 1922. Molophilus quadrifidus ingår i släktet Molophilus och familjen småharkrankar. Inga underarter finns listade i Catalogue of Life.